# Fritz Rauda
Fritz Rauda (* 13. Oktober 1879 in Klingenthal/Sa.; † 13. Februar 1945 in Dresden) war ein deutscher Architekt und Hochschullehrer.

## Leben und Wirken
Nach dem Abitur am Gymnasium in Schneeberg studierte Rauda von 1899 bis 1903 Architektur an der Technischen Hochschule Dresden. Während seines Studiums wurde er 1899 Mitglied der Sängerschaft Erato Dresden. Nach Abschluss des Studiums belegte er zusätzlich an der Kunstgewerbeschule Dresden die Fächer Malen und Zeichnen.
Nach der Promotion zum Doktor-Ingenieur war Rauda von 1903 bis 1920 Assistent von Cornelius Gurlitt bei der Inventarisierung der Kunstdenkmäler in Sachsen. Er wirkte außerdem ab 1906 als Baurat an der Staatsbauschule Zittau. 1911 wechselte er an die Staatsbauschule Dresden. Rauda habilitierte sich 1919 an der Technischen Hochschule Dresden und wurde 1924 zum außerordentlichen Professor für das Lehrgebiet Bauaufnahme und Geschichte der Bau- und Handwerkskunst Sachsens ernannt. Im November 1933 unterzeichnete er das Bekenntnis der deutschen Professoren zu Adolf Hitler.
Fritz Rauda ist Verfasser wissenschaftlicher Werke, unter anderem über Arnold von Westfalen, den Erbauer der Albrechtsburg zu Meißen, (1928) und die Stadt Meißen (1928, in der Reihe Deutscher Kunstführer).
Fritz Rauda war der Vater von Wolfgang Rauda.